# Thermocyclops ianthinus
Thermocyclops ianthinus – gatunek widłonoga z rodziny Cyclopidae. Nazwa naukowa tego gatunku skorupiaków została opublikowana w 1931 roku przez japońskiego zoologa Isokiti Haradę.